# Ager
 "Agre" omdirigeres hertil. For andre betydninger af Agre, se Agre (flertydig).
 Denne artikel bør gennemlæses af en person med fagkendskab for at sikre den faglige korrekthed.

Ager bruges i nutidsdansk i lighed med ordene "mark" og "vang" om et afgrænset stykke agerjord, hvor der dyrkes en afgrøde. Ordet forstås synonymt med "mark" og "vang", men det siges[kilde mangler] at kun ordet "mark" også kan bruges om et græsningsareal.

## Det gamle ord "Ager"
Etymologisk beslægtet med latin: ager, tysk: Acker, engelsk: acre.

Før udskiftningen - i forbindelse med landboreformerne i slutningen af 1700-tallet - havde hver landsby bymarken liggende omkring sig. I de byer, der brugte vangebrug, og det var de fleste i det østlige Danmark, lå marken inddelt i typisk tre vange, hvor man skiftede mellem forskellige afgrøder, herunder dog også brak. Vangene var hver delt i et antal åse, alt efter hvor man vurderede en nogenlunde ensartet bonitet. Hver gård i landsbyen havde en ager i hver ås, hvormed man sikrede en nogenlunde ensartet fordeling af landsbyens gode og dårlige jorder og de forskellige afgrøder mellem hver gård.

Oprindeligt var en ager altså et stykke dyrket jord der hørte til én gård, vangen var det område, hvor der blev dyrket én afgrøde (herunder brak) og marken så endelig byens hele jord - undtagen eng og skov. Med udskiftingen smeltede betydningerne mere eller mindre sammen.

## Driftsformens historie
Agrenes fælles drift fandtes i både Tyskland, England og Danmark, side om side med andre egns-karakteristiske driftsformer - blandt andet de jyske enegårde og de slesvigske Waldhufen.

I parentes må nævnes storgodsernes drifts-praksis. I løbet af højmiddelalderen udvikles driften af demesne-jorden, og eksempelvis nævner Vinogradoff et tilfælde fra England i det 13. århundrede hvor demesne endnu

siges at indgå i agrenes fælles drift - dette med reference til godsoptegnelsen fra Alvingham 'sognegård' (engelsk: priory).

I Danmark beskrives agrenes fælles drift eksempelvis under betegnelsen dyrkningsfællesskab,

mens Anette Hoff i sin doktorafhandling fra 1997 benytter betegnelsen det fuldt udviklede vangebrug.

I England beskrives agrenes fælles drift under betegnelsen open field system,

og mere præcist i Tyskland under betegnelsen Flurzwang.

Det er alment kendt at agrenes fælles drift faktisk fandt sted på tværs af landegrænserne.

Formentlig opstod denne drift i begyndelsen af den europæiske højmiddelalder.

Ved de danske og tyske landbrugsreformer henholdsvis i begyndelsen af 1800-tallet og midten af 1800-tallet blev der i lovtekst gjort op med agrenes fælles drift, som da havde haft en næsten tusind-årig historie.
I England blev der ligeledes ved lov allerede fra 1500-tallet gjort op med agrenes fælles drift.

## Agerlandets flora og fauna

### Flora
Det dyrkede agerland er med nødvendighed et artsfattigt område. Hele plantedyrkningsprojektet går ud på at forbeholde vækstfaktorerne for én art, den dyrkede. Derfor betragtes alle andre arter (med undtagelse af eventuelt udlæg) som "ukrudt", der bekæmpes med alle midler. Dette medfører på sin side, at floraen er underkastet en meget hård sorteringsmekanisme, og det lader kun de allermest hårdføre og livsduelige arter overleve. Sat på spidsen fremkalder ukrudtsbekæmpelse en vegetation af levedygtigt ukrudt!

#### Eksempler på agerens ukrudt
- Ager-Tidsel
- Almindelig Brandbæger
- Almindelig Fuglegræs
- Almindelig Kvik
- Butbladet Skræppe
- Canadisk Bakkestjerne
- Grå-Bynke
- Gul Okseøje
- Vej-Pileurt

#### Markskel
- Almindelig Draphavre
- Almindelig Hundegræs
- Almindelig Kvik
- Almindelig Mælkebøtte
- Almindelig Røllike
- Grå-Bynke
- Hvid Okseøje
- Rejnfan